# 肢体语言
肢體語言（英語：Body language）是指（人類）使用身體行為姿態等的變化，以進行一般語言溝通（包含手語）之外的溝通。這種溝通方式有時出於潛意識。當個體間發生互動時，經常會發出和接收此類訊息，譬如身體姿態、手勢、語調、眼神接觸等。
在人際互動中，這類訊息與其他非語言線索，經常比一般語言（口語、手語或符號語言等）有更大的影響力。它們可能會帶來信任，也可能會導致受冒犯的感受，因而影響一般語言表達的效果。即使當事人沒有在進行一般語言表達，仍會不可避免地顯現出此類非語言訊息。 在某些情況下，這類訊息甚至可能與一般語言表達的內容差異明顯。
藉著理解及調整肢體語言等非語言溝通內容，可以改善溝通效果與人際關係。
人類個體在其嬰幼兒心智發展階段，即會於接收來自外界之感官刺激（如視覺、聽覺等）後，下意識地模仿他人的行為等，並將之與自身對於情緒之感知和理解產生連結。 肢體語言的模仿，有時會帶來人際關係的融洽。

## 類型
面部表情、手勢和目光（眼神），經常被認為是肢體語言的三種主要類別。身體姿勢和個人間的距離等，也可能被用於傳達訊息。 肢體語言與其他脈絡等線索，共同構成完整的訊息樣貌。

### 面部表情
人類臉部肌肉細微變化，可以表達出非常複雜的情緒資訊。據心理學研究顯示，不同文化中快樂、悲傷、憤怒、驚訝、恐懼及厭惡等情緒所對應的面部表情，在外顯形式上非常相近，因而可以被用於跨文化、跨語言之溝通。

### 身體動作和姿勢
坐姿、行走方式、站姿、雙手放在身體其他部分上的姿勢等，向其他人類或動物個體等，傳達了豐富的訊息。

### 手勢
手勢是多數日常生活人際互動場合中的重要構成，並經常配合口語表達一同發生，且有時出自潛意識。但是，外顯形式相近的手勢，在不同文化中可能被賦予差異極大的含義（例如，OK手勢在大多英語文化社群代表積極的意思，但在巴西等地可能被視為有冒犯性）。

### 眼神交流
由於視覺感官對大多人來說佔主導地位，眼神交流是一種特別有影響力的非語言溝通形式。它可以被用以表達和釋放感興趣、愛慕、敵意或魅力等情緒相關的訊息。眼神交流對於維持溝通互動進行，以及理解彼此積極或消極情緒也有很大影響。

### 身體接觸
人類與其他動物，都會透過身體接觸進行溝通，例如不同表現狀態的擁抱、握手、身體碰撞等。

### 個體間的物理距離
在有些人類個體和文化的認知中，人類個體間的距離太接近，會導致心理壓迫感的產生。這種需求因文化、個體間的關係等而產生差異。它可以被用以透露出一些與情緒狀態相關的資訊。

### 說話聲調
說話時聲音的表現方式（如速度快慢，或者高亢低沉等），會影響聽覺接收者對於口語內容的整體解讀。這種現象經常與情緒方面的理解和溝通有關。